# التهاب الكفة
التهاب الكفة أو التهاب الكفة الشرجية هو التهاب في المنطقة الانتقالية الشرجية أو الكفة نتيجة مفاغرة الجيبة الشرجية اللفائفية. يعتبر شكلًا من التهاب القولون التقرحي الذي يحدث في الكفة المستقيمة. يُعد التهاب الكفة واحدًا من المضاعفات الشائعة لمفاغرة الجيبة الشرجية اللفائفية، خاصةً عند استخدام مفاغرة جراحية بدون إجراء استئصال الغشاء المخاطي.

## علامات وأعراض
تُعد أعراض التهاب الكفة مشابهةً لأعراض التهاب الجيبة. بالإضافة إلى ذلك، غالبًا ما يترافق التهاب الكفة مع حركاتٍ معوية دموية صغيرة الحجم. غالبًا ما ينتج عن التهاب الكفة ظهور دم أحمر فاتح على الأنسجة.

### مضاعفات
قد يساهم نقص التروية المرتبط بالجراحة في حدوث التهاب في المنطقة الشرجية الانتقالية.
يجب تقييم المرضى الذين يكون التهاب الكفة لديهم مقاومًا للميسالامين أو الكورتيكوستيرويدات لمرض آخر في منطقة الكفة، مثل الناسور أو التسربات المفاغرة. يمكن أن يكون التهاب الكفة المضاد للدواء علامة على داء كرون في الحقيبة.
يمكن أن يساهم التهاب الكفة المزمن أيضًا في تطور التضيق التفاعلي.
يمكن أن يساهم التهاب الكفة المقاوم للحرارة أو المرتبط بمرض كرون أو المرتبط بالمضاعفات الجراحية في فشل الكيس.

## تشخيص
يتم الحصول على التشخيص النهائي لالتهاب الكفة عن طريق التنظير الداخلي.

## علاج
يتم علاج التهاب الكفة عن طريق تحاميل ميسالازين أو التطبيق الموضعي لأدوية ليدوكائين أو كورتيكوستيرويد. نادرًا ما يتم استخدام علاج جهازي.